# محوطه بن پهنه
محوطه بن پهنه مربوط به دوره اشکانیان است و در شهرستان خرم‌آباد، بخش ویسیان، دهستان ویسیان، روستای سبزوار واقع شده و این اثر در تاریخ ۱۳ آبان ۱۳۸۶ با شمارهٔ ثبت ۱۹۸۰۶ به‌عنوان یکی از آثار ملی ایران به ثبت رسیده است.